# Amphimachos (Trojanisches Pferd)
Amphimachos (altgriechisch Ἀμφίμαχος Amphímachos) ist eine Gestalt der griechischen Mythologie.
Laut Quintus von Smyrna, einem griechischen Dichter des späten 3. Jahrhunderts n. Chr., war Amphimachos Teilnehmer am Trojanischen Krieg und gehörte zu jenen Griechen, die sich im Trojanischen Pferd versteckten.